# Pribac Hrebeljanović
 (juin 2013).
Si vous disposez d'ouvrages ou d'articles de référence ou si vous connaissez des sites web de qualité traitant du thème abordé ici, merci de compléter l'article en donnant les références utiles à sa vérifiabilité et en les liant à la section « Notes et références ».
Pribac Hrebeljanović, en serbe cyrillique Прибац Хребрелановић, né vers 1300, fut le chancelier de l'empereur Stefan Uroš IV Dušan.
Le nom de sa femme est oublié de l'histoire mais on sait que son fils Lazar Hrebeljanović naquit en 1329.
Il eut une fille du nom de Dragana et une autre dont le nom est oublié.

## L'entrée à la cour de Dusan
Au cours de l'opposition de Dusan avec son père Stefan Uroš III Dečanski, Pribac soutint Dusan ; une fois roi, Dusan ne l'oublia pas et lui donna son premier titre de noble et un poste d'administrateur.
À la cour du roi Dusan, il mena la vie de cour comme les nombreux nobles qui vivaient près du roi. Il n'était pas particulièrement riche ni puissant mais il avait une réputation de droiture et d'honnêteté qui faisait de lui un homme respecté.

## Le Chancelier Pribac
Lors de l'accession au titre d'empereur par Dusan en 1346, beaucoup de nobles reçurent un titre aussi, Pribac lui reçut celle de chancelier de l'empire serbe. Entre-temps Dusan l'avait remarqué et avait vu en lui un homme compétent. Il fut par contre l'un des rares nobles à recevoir des terres en plus d'un titre, la ville de Prilepac, ville de naissance de Lazar et la ville de Prizrenac.

## L'éducation de Lazar
Pribac prouva qu'il était un chancelier compétent et adroit, il géra l'empire avec habilité et trouva toujours les moyens financiers pour satisfaire la machine militaire et de conquête de l'empereur. Dès son plus jeune âge, il fit vivre son fils Lazar à la cour. Lazar acquit ainsi auprès de son père toutes les ficelles et arcanes de la politique et l'art de gouverner un empire.